# アシャーリ・サムスディン
モハマド・アシャーリ・サムスディン（マレー語: Mohammad Ashari Samsudin、1985年6月7日 - ）は、マレーシアの元サッカー選手。元マレーシア代表。ポジションはLW。

## クラブ歴
トレンガヌ州ブキッ・パヨンで生まれた彼はトレンガヌFAのユースチームに所属した。2005年にトップチームに昇格した。2007-08シーズンには9得点の成績を残した。2008年にはスカン・マレーシアで得点王となった。2009シーズンには17得点を記録したものの1得点差でモハマド・ニザルディン・ユソフに及ばずリーグ得点王を逃した。その後、2010シーズンに18得点をしマレーシア・スーパーリーグ得点王に輝いた。2011シーズンは10得点の結果を残した。
2011年6月11日にはピアラFAマレーシアで優勝を達成した。2012年のマレーシアカップでは決勝戦でスコアレスドローを破る得点を入れたものの、ヌグリ・スンビランFAに逆転され2-1の敗北を喫した。

## 代表歴
2008年に当時の代表監督であるサチアナタン・バスカランから招集を受けた。代表初出場となったのは同年7月22日のインド代表戦であった。初得点となったのは2008年ムルデカ大会のアフガニスタン代表戦で、この試合に彼は2得点を決めた。
2010年11月にはラヤゴパル・クリシュナサミ監督から2010 AFFスズキカップのメンバーに選出された。インドネシア代表戦で1得点を挙げ、同国の初優勝に貢献した。

## タイトル

### クラブ
トレンガヌFA
- ピアラFAマレーシア: 2011

### 代表
- 東南アジアサッカー選手権 : 2010

### 個人
- マレーシア・スーパーリーグ得点王: 2010